# Titularbistum Sicca Veneria
Sicca Veneria ist ein Titularbistum der römisch-katholischen Kirche.
Es knüpft an den früheren Bischofssitz der in Nordafrika gelegene Stadt Sicca Veneria an, der im 7. Jahrhundert mit der islamischen Expansion unterging. Die Stadt Sicca Veneria befand sich in der römischen Provinz Africa proconsularis; das Bistum gehörte zur Kirchenprovinz Karthago und unterstand dem Metropoliten von Karthago als Suffragandiözese.
| Titularbischöfe von Sicca Veneria |                                |                                                   |                    |                  |
| Nr.                               | Name                           | Amt                                               | von                | bis              |
| 1                                 | Gustave Maria Blanche CIM      | Apostolischer Vikar von Golfe St-Laurent (Kanada) | 12. September 1905 | 26. Juli 1916    |
| 2                                 | Stanisław Kostka Łukomski      | Weihbischof in Gnesen-Posen (Polen)               | 9. März 1920       | 24. Juni 1926    |
| 3                                 | Kazimierz Tomczak              | Weihbischof in Łódź (Polen)                       | 27. Februar 1927   | 21. Oktober 1967 |
| 4                                 | Joseph Augustin Hagendorens CP | Apostolischer Vikar von Tshumbe (Belgisch-Kongo)  | 9. April 1968      | 20. April 1976   |
| 5                                 | Felix Eugenio Mkhori           | Weihbischof in Chikwawa (Malawi)                  | 29. September 1977 | 12. Februar 1979 |
| 6                                 | Kazimierz Romaniuk             | Weihbischof in Warschau (Polen)                   | 20. Februar 1982   | 25. März 1992    |
| 7                                 | Lajos Varga                    | Weihbischof in Vác (Ungarn)                       | 27. Mai 2006       |                  |